# 지장사 (서울)
지장사(地藏寺)는 서울특별시 동작구 동작동, 국립서울현충원 내에 있는 조계종 소속의 사찰이다.

## 소장 문화재

### 서울특별시 유형문화재
- 지장사 철불좌상 : 서울특별시 유형문화재 제75호
- 지장사 괘불도 : 서울특별시 유형문화재 제113호
- 지장사 아미타불도 : 서울특별시 유형문화재 제114호
- 지장사 극락구품도 : 서울특별시 유형문화재 제115호
- 지장사 감로도 : 서울특별시 유형문화재 제116호
- 지장사 지장시왕도 : 서울특별시 유형문화재 제117호
- 지장사 대웅전 신중도 : 서울특별시 유형문화재 제118호
- 지장사 현왕도 : 서울특별시 유형문화재 제119호
- 지장사 팔상도 : 서울특별시 유형문화재 제120호

### 서울특별시 문화재자료
- 지장사 약사불도 : 서울특별시 문화재자료 제3호
- 지장사 능인보전 신중도 : 서울특별시 문화재자료 제4호
- 지장사 칠성도 : 서울특별시 문화재자료 제5호
- 지장사 독성도 : 서울특별시 문화재자료 제6호
- 지장사 산신도 : 서울특별시 문화재자료 제7호

## 같이 보기
- 국립서울현충원